# Gösta Andersson i Luleå
Erik Gösta Andersson i riksdagen kallad Andersson i Luleå, född 14 november 1913 i Luleå, död 26 november 1993 i Luleå domkyrkoförsamling, var en svensk ombudsman och politiker (vänsterpartiet kommunisterna).
Gösta Andersson var riksdagsledamot i andra kammaren för Norrbottens läns valkrets 1967. Han är begravd på Innerstadens kyrkogård i Luleå.